# خورخه گارسیا
خورخه گارسیا (اسپانیایی: Jorge Garcia‎؛ ‏زاده ۲۸ آوریل ۱۹۷۳) بازیگر و کمدین لاتینو تبار اهل ایالات متحده آمریکا است. پدر او اهل شیلی و مادرش اهل کوبا است. از فیلم‌های او می‌توان به ایفای نقش هوگو هارلی ریس در مجموعه تلویزیونی لاست و فرناندو در فیلم کمدی یک شغل پیدا کن و سخنران عروسی اشاره کرد.
از فیلم‌ها یا مجموعه‌های تلویزیونی دیگری که وی در آن‌ها نقش داشته است، می‌توان به هاوایی فایو-زیرو اشاره کرد.